# کبالت (II) نیترات
کبالت(II) نیترات (به انگلیسی: Cobalt(II) nitrate) با فرمول شیمیایی Co(NO۳)۲ یک ترکیب شیمیایی با شناسه پاب‌کم ۲۵۰۰۰ است. که جرم مولی آن ۱۸۲٫۹۴۳ g/mol می‌باشد. شکل ظاهری این ترکیب، پودر قرمز کمرنگ است.